# Acianthera melanochthoda
Acianthera melanochthoda é uma espécie de orquídea (Orchidaceae) que existe no Equador, antigamente subordinada ao gênero Pleurothallis.

## Publicação e sinônimos
- Acianthera melanochthoda (Luer & Hirtz) Pridgeon & M.W.Chase, Lindleyana 16: 244 (2001).

Sinônimos homotípicos:
- Pleurothallis melanochthoda Luer & Hirtz, Lindleyana 11: 169 (1996).
- Apoda-prorepentia melanochthoda (Luer & Hirtz) Luer, Monogr. Syst. Bot. Missouri Bot. Gard. 95: 255 (2004).